# Verdi Verdi
Verdi Verdi (Grüne Grüne) sind eine Kleinpartei in Italien mit den programmatischen Schwerpunkten Umweltschutz und Föderalismus.
Im Gegensatz zur größeren grünen Partei Italiens, der Federazione dei Verdi vertreten sie den Umweltschutzgedanken auf der Basis des Katholizismus und der liberalen, laizistischen, republikanischen Tradition.
Die Verdi Verdi unterstützten die Regierung der Casa delle Libertà. Von Kritikern werden sie als Scheinliste („Lista Civetta“) bezeichnet, die nur Stimmen von der Federazione dei Verdi abziehen soll. Allerdings haben die Verdi Verdi eine Hochburg im Piemont, wo auch die Parteizentrale ist.
Zur italienischen Parlamentswahl 2006 wurden die Verdi Verdi nicht zugelassen.